# Skrjabinopsolus manteri
Skrjabinopsolus manteri är en plattmaskart. Skrjabinopsolus manteri ingår i släktet Skrjabinopsolus och familjen Deropristiidae. Inga underarter finns listade i Catalogue of Life.